# زافييه إفاراغوير
زافييه إفاراغوير (3 سبتمبر 1975

 في بايون) (بالفرنسية: Xavier Ipharraguerre) لاعب كرة قدم فرنسي معتزل كان يجيد اللعب في مركز المهاجم .
لعب إفاراغوير في أندية بوردو (1993-1995) تولوز (1995-1997) نيور (1997-1998) باو (1998-2000) بايون (2000-2007) .